# Uniforme scout

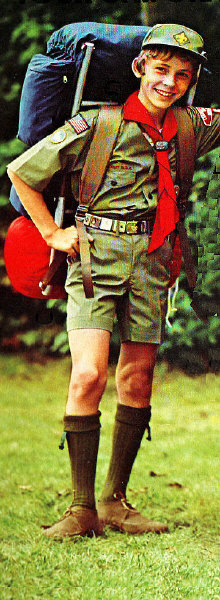
Un'uniforme scout statunitense (1974).

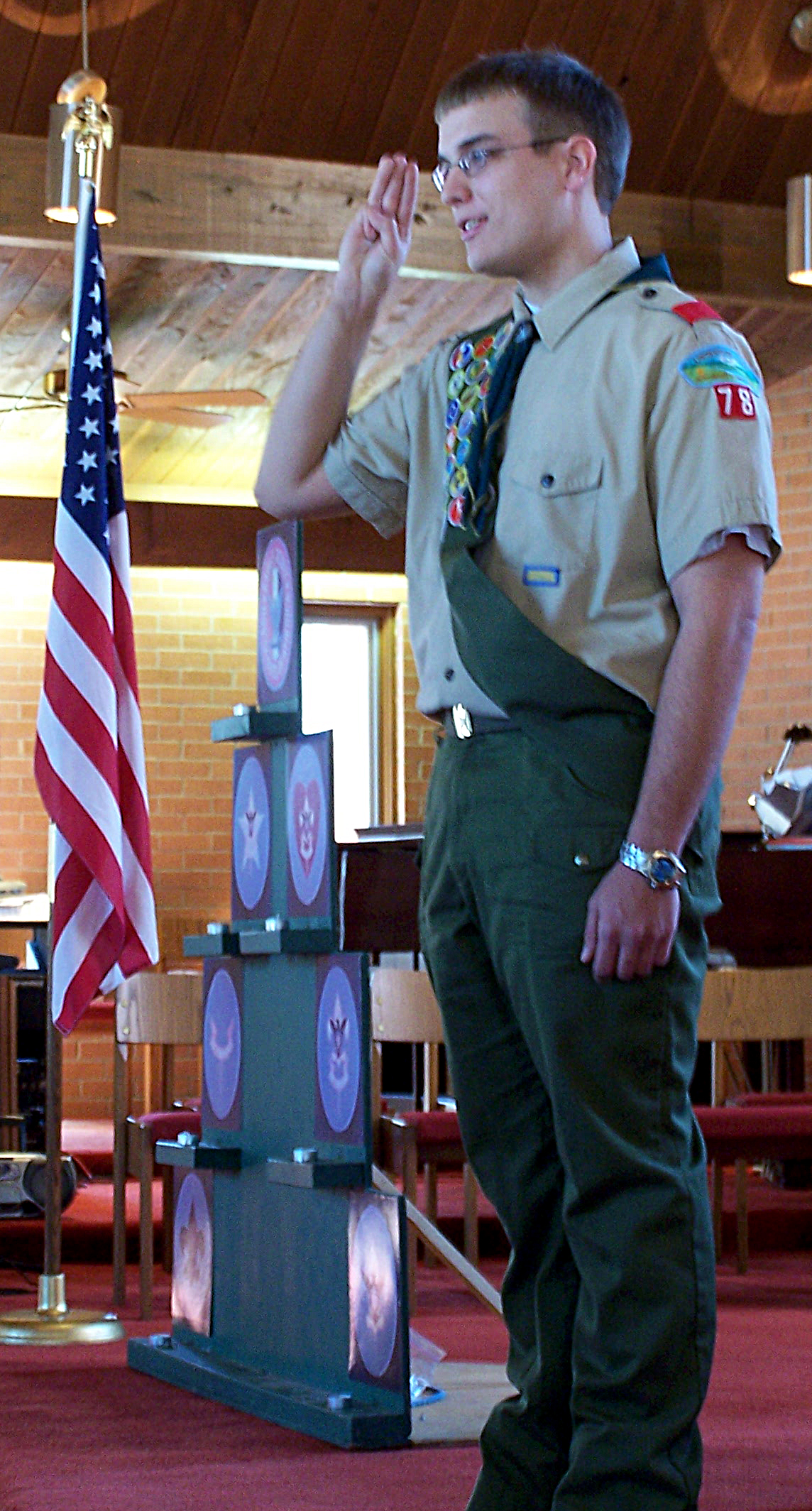
Uno scout statunitense.

(Robert Baden-Powell, Il libro dei capi, (Aids to Scoutmastership, 1918), traduzione di Mario Sica, collana I libri di Baden-Powell, Fiordaliso, Roma, 2005, p. 49. ISBN 88-8054-795-X)
L'uniforme scout è un tipo di uniforme utilizzata nello scautismo.

## Storia
Venne creata da Robert Baden-Powell sul modello della divisa usata dalla South African Police e originariamente consisteva in una camicia, pantaloni a gamba corta, calzettoni, un foulard al collo, un cappello boero a falda larga e scarpe pesanti. Questa uniforme si adattava bene anche agli scout soprattutto per la versatilità che essa dava.
Ha una composizione ed aspetto variabile nei vari Stati del mondo e da associazione ad associazione, ma ad esclusione dei colori degli indumenti rimane simile all'originale voluta da Baden-Powell (alcune associazioni ad esempio adottano il basco al posto del cappellone boero), simbolo di fratellanza universale tra le Guide e gli Scout di tutto il Mondo.

## Terminologia
In alcune associazioni l'uniforme dei lupetti viene chiamata "pelliccia" per dargli un nome attinente all'ambiente fantastico della giungla, anche se lo stesso termine viene utilizzato a volte anche per riferirsi al fazzolettone.

## Elementi
- il cappellone serve a proteggere sia dal sole che dalla pioggia, a significare che se si ha l'equipaggiamento giusto si possono fare le attività scout anche con clima avverso;
- la camicia è comoda, resistente e si può usare in tutte le stagioni; deve avere le maniche arrotolate come segno di laboriosità;
- la cintura oltre a sorreggere i pantaloncini serve anche ad appendere nei gancetti che si trovano a lato, degli oggetti (cappellone, coltellino, ecc). Sulla fibbia possiamo trovare l'emblema di un giglio; dato che le cinte sono tutte uguali, esse si possono incastrare una all'altra formando anche una buona corda o fascia, molto utile in casi di emergenza;
- i pantaloni corti poco sopra al ginocchio danno libertà di movimento, non si bagnano in caso di attraversamento di un fiume e quando ci si inginocchia a terra non si sporcano;
- i calzettoni (prima in spugna, ora in cotone o lana) d'inverno tengono caldo, in caso di rovi proteggono la pelle dalle spine e impediscono, nel caso di morso di una vipera o di qualsiasi altro serpente, alle zanne di penetrare nella pelle.
- le scarpe pesanti servono per camminare ovunque senza problemi e grazie alla rialzatura nella parte della caviglia non si dovrebbe correre il rischio di distorsione nei terreni sconnessi;
- il fazzolettone infine può servire a molte cose, come fasciatura in caso di ferimento, come tergisudore attorno al collo, come strumento di segnalazione, come sciarpa in caso di freddo o come corda se viene arrotolato; con esso ci si distingue tra i vari gruppi perché ognuno ha il proprio colore.

L'uniforme è inoltre dotata di numerosi distintivi che vengono cuciti sulla camicia, per identificare l'associazione di appartenenza, il Gruppo, la nazione di cui fa parte il Gruppo ed eventuali brevetti e specialità ricevute durante il percorso scout.

## Uniformi delle Associazioni Italiane

### Associazione Guide E Scouts Cattolici Italiani

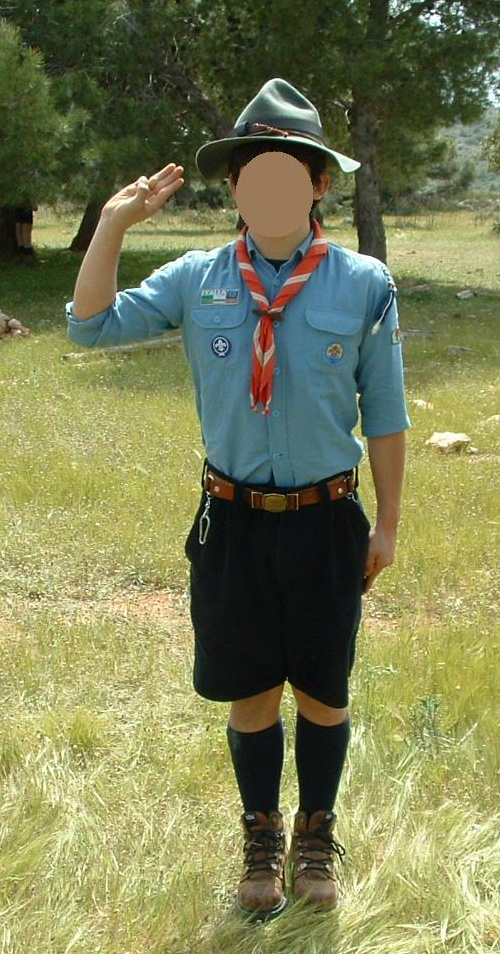
Esploratore AGESCI in uniforme.

#### Abbigliamento scout
L'uniforme AGESCI si compone, dall'alto verso il basso, di:
- Per i Lupetti e le Coccinelle:
  - berrettino, simile a quello inglese, verde scuro con strisce gialle per i/le lupetti/e e rosso con puntini neri per le coccinelle;
  - fazzolettone triangolare, colori del Gruppo;
  - camicia azzurra;
  - maglietta azzurra, simile alla polo, manica corta;
  - maglione blu;
  - cintura in cuoio;
  - pantaloni corti di velluto blu, pantaloni lunghi di velluto blu, gonna/pantalone di velluto blu;
  - calzettoni blu.
- Per gli Esploratori, le Guide, i Rover, le Scolte ed i Soci Adulti:
  - cappellone boero grigio;
  - cappellino estivo blu con visiera e logo associativo;
  - fazzolettone triangolare o quadrato, colori del Gruppo (i Soci Adulti brevettati indossano, inoltre, le insegne Wood Badge);
  - camicia azzurra;
  - maglietta azzurra, tipo polo, manica corta;
  - maglione blu;
  - pantaloni corti di velluto blu, pantaloni lunghi di velluto blu, gonna-pantalone di velluto blu;
  - cintura in cuoio;
  - calzettoni blu.

In tutte le unità con l'uniforme vengono portati scarponi da trekking.
Gli scout nautici, durante le attività specifiche, indossano:
- copricapo bianco tipo "Caciotta";
- polo blu a manica corta (al posto della camicia);
- maglione blu, tipo marina.

Per le attività terrestri, utilizzano l'uniforme ordinaria con l'aggiunta del distintivo "Scouts nautici".
Gli associati, durante le attività di protezione civile, possono utilizzare, sopra l’uniforme scout, specifici D.P.I. individuati dal livello nazionale del Settore protezione civile.

#### Distintivi
I distintivi utilizzati dall'AGESCI sono:
- per i/le Lupetti/e e le Coccinelle sono:
  - distintivo di appartenenza all'AGESCI, modello per berrettino (al centro, sopra la visiera) e per la maglia (sulla tasca sinistra della camicia):
  - distintivo di progressione personale;
  - distintivi di specialità individuali;
  - distintivi di sestiglia;
  - fibbia per cintura.
- per gli Esploratori e le Guide sono:
  - distintivo di appartenenza all'AGESCI, sulla tasca sinistra della camicia, raffigurante l'emblema dell'associazione;
  - distintivi di progressione personale;
  - distintivi di specialità individuali;
  - brevetti di competenza;
  - distintivi di capo e capovice squadriglia;
  - distintivi di squadriglia
  - fibbia per cintura.
- per i Rover e le Scolte:
  - distintivo di appartenenza all’AGESCI, raffigurante l’emblema dell’Associazione;
  - fibbia per cintura.

- per i soci adulti:
  - distintivo di appartenenza all’AGESCI, raffigurante l’emblema dell’Associazione;
  - distintivi di funzione e responsabilità;
  - fibbia per cintura.
- per gli appartenenti alle unità nautiche, riconosciute come tali:
  - distintivo scout nautico.

A questi vengono aggiunti i distintivi di luogo: quello regionale formato da una figura geometrica riportante l'emblema regionale o un disegno creato apposta, il distintivo viene posto sulla parte alta della manica destra della camicia; e il distintivo di Gruppo che è costituito da una striscia convessa di colore verde delle dimensioni di circa 8 x 2 cm e sulla quale è scritto, in colore giallo, il nome della località sovrapposto al numero del Gruppo e viene portato immediatamente sopra al distintivo regionale, al margine superiore della manica destra.
Per gli associati AGESCI e CNGEI, il distintivo FIS è il segno, sia nell’ambito interno che in occasione di partecipazione a manifestazioni all’estero, dell’appartenenza allo scautismo italiano. Il distintivo viene portato da tutti gli associati sull’uniforme.
Si aggiungono i distintivi delle organizzazioni mondiali guide e scout, a cui l’Associazione partecipa, vengono portati da tutti gli associati sull’uniforme, come segno di appartenenza alla grande fraternità internazionale dello scautismo e del guidismo. I soci di sesso femminile portano quello dell'Associazione Mondiale Guide ed Esploratrici (AMGE/WAGGGS); i soci di sesso maschile quello dell'Organizzazione Mondiale del Movimento Scout (OMMS/WOSM).
Distintivi commemorativi e celebrativi
I distintivi commemorativi e celebrativi di eventi o campi vanno applicati sopra la tasca sinistra. Vedi ad esempio, a chi vi partecipa, distintivi di eventi di zona, regionali, nazionali o internazionali come (Jamboree, Route nazionale 2014 ecc.) o di commemorazione, come quelli del Centenario dello scautismo (indossato da tutti gli scout del Mondo) e del Centenario del Guidismo (indossato da tutte le guide del Mondo).

### Associazione Italiana guide e scout d'Europa cattolici[6]

#### Abbigliamento
L'uniforme degli Scout d'Europa è comune a tutte le associazioni affiliate, seppur con piccole differenze in alcuni casi
- Copricapo
  - Coccinelle - le coccinelle utilizzano uno zucchetto rosso con 7 punti neri disposti uno al centro e sei lungo il perimetro
  - Guide/Scolte/Capo - questi portano un cappellone boero di colore blu con fregio associativo in metallo sul lato sinistro. In alternativa portano un basco nero con fregio associativo in metallo sempre sul lato sinistro
  - Lupetti - i lupetti indossano un cappellino verde con visiera diviso in 6 spicchi bordati di giallo, sul cappellino portato il distintivo della promessa e le "stelle"
  - Esploratori/Rover/Capi - questi portano un cappellone boero di colore cachi con fregio associativo in metallo sul lato sinistro. In alternativa portano un basco nero con fregio associativo in metallo sempre sul lato sinistro
    - per i Capo (M) e le Capo (F) è previsto un cappellone boero di colore Cachi (M) e blu (F) con le incavature ruotate di 45 gradi, in alternativa portano un basco nero, entrambi con fregio associativo in metallo sul lato sinistro
- Fazzolettone
  - Tutti i membri che ne hanno diritto portano attorno al collo il Fazzolettone con i colori di gruppo
  - I capi brevettati nelle opportune circostanze portano il fazzoletto associativo di colore azzurro con la croce gigliata sulla punta
- Camicia
  - La sezione femminile usa una camicia azzurro cielo con taschini e spalline in tutte le branche
  - I Lupetti portano un serafino verde con bottoncini
  - Gli Esploratori/Rover/Capi portano una camicia color cachi con taschini e spalline
  - Gli Esploratori ed i Capi delle unità nautiche portano una camicia blu scuro con taschini e spalline
- Maglione
  - I Lupetti portano un maglione verde
  - Tutti ad esclusione dei lupetti portano un maglione blu scuro
- Cintura
  - Tutti gli associati (tranne i lupetti che non ne hanno l'obbligo) portano una cintura in cuoio con fibbia "ad anella" con impresso il simbolo federale
- Pantaloni/gonne
  - Nella sezione femminile si utilizza la Gonna Pantalone di colore blu
  - Nella sezione maschile si utilizzano pantaloncini blu di velluto a coste od in alternativa pantaloni lunghi in velluto. I Rover e i Capi indossano abitualmente pantaloni lunghi blu; nelle attività all'aperto è autorizzato l'uso di pantaloni corti dello stesso colore.
- Calzature
  - In tutte le unità con l'uniforme vengono portati scarponi e calzettoni blu

#### Distintivi
Tutti i distintivi vengono portati sia sul maglione che sulla camicia. In maniera ideale tutti i distintivi portati sulla destra indicano la provenienza, quelli sulla parte sinistra indicano la progressione personale
Spalle e maniche
- a sinistra vengono portati
  - Distintivo di sestiglia od omerali squadriglia (infilati nella spallina sulla camicia)
  - Distintivi di "sentiero" (mughetto o genziana) nelle coccinelle e di "classe" (prima classe, seconda classe) nelle guide ed esploratori, il distintivo di "Lupo Anziano" per i lupetti
  - Distintivi delle specialità maggiori ed Esploratore Scelto per gli Esploratori
  - i distintivi di percorso per rover e scolte (novizio rover, scolta semplice o rover o scolta) omerali di R-S
  - Barrette di capo e vicecapo sestiglia per lupetti e coccinelle
  - Esploratori e guide cuciono anche qui la specialità di "ambulanziere"
- a destra vengono portati
  - Il distintivo di gruppo e di regione
  - Distintivi di specialità

Petto
- a sinistra (sul taschino nella camicia)
  - Distintivo della promessa lupetto, coccinella, scout o guida (i lupetti lo portano anche sul cappellino)
  - Insegne di capo squadriglia e vicecapo squadriglia per esploratori e guide (poste ai lati o dietro la promessa)
  - Le "stelle" della pista del lupetto (che sono anche sul berretto)
  - Distintivo metallico R-S posto sopra la promessa per i capi che hanno vissuto la partenza
- a destra(sul taschino nella camicia)
  - Distintivo di sezione (Scouts d'Europa o Guide d'Europa)
  - Distintivo nazionale
  - Distintivi speciali emanati in occasioni di eventi (da staccarsi il 31 dicembre dell'anno in cui l'evento avviene)

Chi svolge la funzione di Capo porta su entrambe le spalle le barrette di funzione indicante il ruolo e il livello (presidente, capo, aiuto capo, commissario di distretto, regionale o nazionale).

### Corpo Nazionale Giovani Esploratori ed Esploratrici Italiani

#### Abbigliamento
L'uniforme dei soci del CNGEI si compone, a norma dell'allegato n. 9 al Regolamento dell'Associazione, di:
- Berretto verde con spicchi profilati in giallo, con visiera e con testa di lupo su sfondo tricolore ricamata - solo per lupette e lupetti;
- Fazzolettone triangolare col lato corto di 70 cm, nei colori del Gruppo o specifico per il ruolo ricoperto;
- Polo a maniche corte, colore verde P 555 C, con scritta "Scout CNGEI" ricamata su manica destra - solo per lupette e lupetti;
- Camicia a maniche lunghe con taschini sul petto, colore verde P 555 C - ad esclusione di lupette e lupetti;
- Felpa con cappuccio a maniche lunghe, colore verde foresta, con scritta "Scout CNGEI" stampata su manica destra;
- Pantaloni corti 6 tasche, colore khaki P 16-0726 TPX, con scritta "Scout CNGEI" ricamata su tasca laterale destra;
- Pantaloni lunghi 6 tasche, colore khaki P 16-0726 TPX, con scritta "Scout CNGEI" ricamata su tasca laterale destra;
- Calzini corti, colore verde P 555 C;
- Calzettoni, colore verde P 555 C, abbinati solo ai pantaloni lunghi;
- Cintura di cuoio tre pezzi con due anelli laterali e fibbia regolamentare.

Solo per le esploratrici e gli esploratori dei reparti nautici ed i rispettivi capi, i colori verde e khaki sono sostituiti dal blu P 289 C.

#### Distintivi
Tutti i distintivi vanno cuciti esclusivamente sulla camicia ad eccezione di lupette e lupetti, che li mettono sulla felpa in posizione corrispondente.
- Sulla spalla sinistra trovano posto i distintivi di appartenenza, ovvero l'omerale di città (con scritto il nome del Gruppo o della Sezione) e:
  - l'omerale di Muta per i Lupetti e le Lupette;
  - l'omerale di Pattuglia/Equipaggio e le "Tracce" più l'eventuale distintivo nautico per gli Esploratori e le Esploratrici;
  - l'omerale di Compagnia per i Rover e le Rover;
- sulla spalla destra troviamo i distintivi di merito, cioè:
  - le Capacità per i Lupetti e le Lupette;
  - le Specialità per gli Esploratori e le Esploratrici;
- sul taschino destro della camicia trova posto il distintivo associativo con il logo del CNGEI;
- sul risvolto del taschino destro si cuce il distintivo della FIS;
- subito sopra la cucitura del taschino destro vengono messi i distintivi di incarico:
  - Capo e Vice Capo Muta per i Lupetti e le Lupette;
  - Capo e Vice Capo Pattuglia/Equipaggio per gli Esploratori e le Esploratrici;
  - es. Capo Gruppo, Capo Unità, Presidente di Sezione ecc. per i soci adulti educatori diretti;
- sul taschino sinistro della camicia trova posto il distintivo delle organizzazioni internazionali, ovvero l'Associazione Mondiale Guide ed Esploratrici (AMGE/WAGGGS) per le femmine, l'Organizzazione Mondiale del Movimento Scout (OMMS/WOSM) per i maschi;
- subito sopra la cucitura del taschino sinistro ci possono essere:
  - i distintivi di classe (Zampa Tenera, Prima Stella, Seconda Stella) per i Lupetti e le Lupette;
  - lo stemma della promessa per gli Esploratori e le Esploratrici;
  - il simbolo della forcola per i Rover e le Rover;
  - il distintivo Senior (giglio rosso su trifoglio bianco in campo blu, con cartiglio di colore giallo riportante il motto storico "alere flammam") per i soci adulti educatori indiretti;
  - l'eventuale nastrino di onorificenza (medaglia al valore, al merito o di benemerenza o Decorazione di San Giorgio) per i soci adulti;
- nella parte alta sinistra del petto è possibile applicare i distintivi di evento, ovvero quelli legati ad occasioni particolari tipo anniversari o grandi campi estivi

### Assoraider - Associazione Italiana di Scautismo Raider

#### Abbigliamento
L’uniforme invernale e/o estiva delle branche Esploratori, Rover/Scolte e Raider è composta dai seguenti capi:
- Copricapo di qualsiasi foggia o colore, da scegliersi tra: capelloni, baschi, cappellini estivi con visiera purché uniforme per tutta l'unità.
- Fazzoletto triangolare (isoscele con i lati uguali di 70 cm) con i colori dell'Unità o dell'incarico specifico ricoperto.
- Camicia a due tasche con manica lunga di colore beige senza spalline.
- Maglione di colore beige con collo a “V” e rinforzo sulle spalle e sui gomiti.
- Pantalone lungo o corto di velluto a coste strette di colore verde oliva.
- Calzettoni verde oliva.
- Cintura in cuoio, con o senza anelli di metallo laterali; con fibbia associativa Assoraider.
- Maglietta polo, di colore beige, con il distintivo associativo; per le attività ufficiali.
- Maglietta a maniche corte di colore verde per le attività di lavoro e gioco. Questo capo può essere personalizzato da ogni unità.

#### Distintivi
I distintivi in dotazione sono:
- sulla spalla sinistra trovano posto il distintivo della Sezione/Delegazione di appartenenza e
  - l'omerale di Lupo Anziano per i Lupetti;
  - i distintivi della Progressione Verticale per gli Esploratori e le Esploratrici;
  - l'omerale di Compagnia per i Rover e le Scolte;
- sulla spalla destra troviamo
  - l'omerale di Muta, i distintivi di Capo e Vicecapo Muta e le Capacità per i Lupetti;
  - l'omerale di Pattuglia, i distintivi di Capo e Vicecapo Pattuglia e le Specialità per gli Esploratori e le Esploratrici;
- subito sopra la cucitura del taschino destro della camicia (o in posizione analoga sul maglione/polo per la Branca L) trova posto il distintivo dell'Assoraider e della World Federation of Independent Scouts;
- sul taschino destro vengono messi i distintivi occasionali;
- sul taschino sinistro della camicia trovano posto il distintivo di appartenenza alla branca o il distintivo di incarico;